# اچ‌ام‌ان‌زداس گیل (تی۰۴)
اچ‌ام‌ان‌زداس گیل (تی۰۴) (به انگلیسی: HMNZS Gale (T04)) یک کشتی است که طول آن ۱۷۹ فوت ۶ اینچ (۵۴٫۷۱ متر) می‌باشد. این کشتی در سال ۱۹۳۵ ساخته شد.